# Хинг Јен (град)
Хинг Јен (виј. Hưng Yên) је град у Вијетнаму у покрајини Хинг Јен. Према резултатима пописа 2009. у граду је живело 121.486 становника.